# Wellington (Colorado)
Wellington és una població dels Estats Units a l'estat de Colorado. Segons el cens del 2000 tenia 2.672 habitants.

## Demografia
Segons el cens del 2000, Wellington tenia 2.672 habitants, 932 habitatges, i 693 famílies. La densitat de població era de 582,9 habitants per km².
Dels 932 habitatges en un 46,4% hi vivien nens de menys de 18 anys, en un 61,1% hi vivien parelles casades, en un 8,8% dones solteres, i en un 25,6% no eren unitats familiars. En el 17,5% dels habitatges hi vivien persones soles el 4,2% de les quals corresponia a persones de 65 anys o més que vivien soles. El nombre mitjà de persones vivint en cada habitatge era de 2,86 i el nombre mitjà de persones que vivien en cada família era de 3,27.
Per edats la població es repartia de la següent manera: un 32,7% tenia menys de 18 anys, un 7,6% entre 18 i 24, un 38,2% entre 25 i 44, un 16,5% de 45 a 60 i un 5,1% 65 anys o més.
L'edat mediana era de 30 anys. Per cada 100 dones de 18 o més anys hi havia 101 homes.
La renda mediana per habitatge era de 47.917 $ i la renda mediana per família de 48.214 $. Els homes tenien una renda mediana de 34.107 $ mentre que les dones 25.991 $. La renda per capita de la població era de 17.783 $. Entorn del 5,1% de les famílies i el 7,3% de la població estaven per davall del llindar de pobresa.

## Poblacions més properes
El següent diagrama mostra les poblacions més properes.